# Hóquei sobre a grama nos Jogos Pan-Americanos de 1987
As competições de hóquei sobre a grama nos Jogos Pan-Americanos de 1987 foram realizadas em Indianápolis, Estados Unidos. O torneio foi disputado para ambos os sexos pela primeira vez. Esta foi a sexta edição do esporte nos Jogos Pan-Americanos.
| Evento                         | Ouro          | Prata              | Bronze             |
| ------------------------------ | ------------- | ------------------ | ------------------ |
| Hóquei sobre a grama masculino | CAN Canadá    | ARG Argentina      | USA Estados Unidos |
| Hóquei sobre a grama feminino  | ARG Argentina | USA Estados Unidos | CAN Canadá         |